# Peter Wilkinson (diplomate)
Pour les articles homonymes, voir Peter Wilkinson et Wilkinson.
Peter Wilkinson, né le 15 avril 1914 et mort le 16 juin 2000, est un officier et diplomate britannique.
Pendant la Seconde Guerre mondiale, il travaille pour le service secret britannique Special Operations Executive.

## Biographie
Peter Allix Wilkinson est né en Inde le 15 avril 1914. En 1915, son père est tué à Ypres. Il fait ses études au Scaitcliffe preparatory school, à la Rugby School puis au Corpus Christi College de Cambridge.
Il rejoint les Royal Fusiliers en 1935 et obtient un travail au War Office. En 1939, il est avec Colin Gubbins en Pologne lorsque les Allemands l'envahissent et s'échappe.
Il s'échappe de nouveau en 1940 lorsque la France est envahie. À la fin de l'année, il rejoint Gubbins au SOE qui vient de démarrer. Pendant la Seconde Guerre mondiale, il sert dans le service secret Special Operations Executive (SOE). En 1941, il est en Crète. En 1942, il fournit les armes utilisées par les deux agents tchécoslovaques pour assassiner Reinhard Heydrich. Peu de temps après, il s'enfuit en Bosnie pour diriger la mission Clowder du SOE, une tentative pour trouver une issue vers l'Europe centrale à travers la Slovénie et l'Autriche.
Il rejoint en 1945 la O.C. No.6 Special Force SOE (Autriche) et épouse Theresa Villiers (décédée en 1984).
Après la guerre, il fait une carrière diplomatique au Foreign Office, qui s'achève par le poste de Coordonnateur du renseignement dans le Cabinet Office.
Il publie Foreign Fields en 1997, un compte rendu des campagnes clandestines du SOE durant la guerre, dans lequel il décrit la création et la structure du SOE, de même que son expérience personnelle en tant qu'officier de renseignements durant l’invasion de la Tchécoslovaquie et la campagne de Pologne de 1939. Le livre se termine avec un récit des tentatives hasardeuses du SOE, sous le commandement de Wilkinson, d'infiltrer le Troisième Reich durant la période 1943-1945.

## Œuvres
- (en) Foreign fields: the story of an SOE operative, London, I.B. Tauris Publishers, 1997, 2002
- (en) (avec Joan Bright Astley), Gubbins and SOE, Leo Cooper, 1993 ; Pen & Sword Paperback, Pen & Sword Books Ltd, 1997.

## Distinctions
- Ordre du Service distingué (DSO),
- Chevalier commandeur de l'Ordre de Saint-Michel et Saint-Georges (KCMG),
- Officier de l'Ordre de l'Empire britannique (OBE)